# Dioplosyllis octodentata
Dioplosyllis octodentata är en ringmaskart som beskrevs av Thomas H. Perkins 1981. Dioplosyllis octodentata ingår i släktet Dioplosyllis och familjen Syllidae.
Artens utbredningsområde är Mexikanska golfen. Inga underarter finns listade i Catalogue of Life.